# Güiral y González 2.ª Sección
Güiral y González 2.ª Sección es una localidad del municipio de Huimanguillo ubicado en la subregión de la Chontalpa del estado mexicano de Tabasco.

## Geografía
La localidad de Güiral y González 2.ª Sección se sitúa en las coordenadas geográficas 17°55′16″N 93°24′58″O / 17.921111, -93.416111, a una elevación de 21 metros sobre el nivel del mar.

## Demografía
Según el Conteo de Población y Vivienda 2020, efectuado por el Instituto Nacional de Estadística y Geografía, la localidad de Güiral y González 2.ª Sección tiene 257 habitantes, de los cuales 124 son del sexo masculino y 133 del sexo femenino. Su tasa de fecundidad es de 2.85 hijos por mujer y tiene 75 viviendas particulares habitadas.
| Gráfica de evolución demográfica de Güiral y González 2.ª Sección entre 1970 y 2020 |
|                                                                                     |
| INEGI.                                                                              |